# Hahns sprängämne
Hahns sprängämne är ett billigt och stöttåligt fast sprängämne. Ämnet framställs genom att bränd kalk blandas med salpetersyra till en vätska som liknar petroleumgelé. Denna vätska späds sedan ut med vatten tills man erhåller önskad koncentration varefter den blandas med finfördelat cellulosamaterial för att erhålla fast form. Sprängämnet har använts till exempel till bergsprängning.